# Katrin Zöfel
Katrin Zöfel (* 1976 in Urach) ist Biologin, Wissenschaftsreporterin und Redakteurin beim Schweizer Radio und Fernsehen (SRF). Ihre Themen sind Krebs, Pflanzen, Agrar, Ernährung, Klima, Boden, Evolution, Ökologie.

## Leben
Zöfel ging in Münsingen (Württemberg) zur Schule und studierte an der Universität Hohenheim und der Georg-August-Universität Göttingen. Von 2009 bis 2016 war sie in Köln als freie Journalistin vorwiegend für den Deutschlandfunk, den Hessischen Rundfunk (HR) und für SWR2 des Südwestrundfunks; teils übernommen vom Bayerischen Rundfunk (BR), sowie diverse Zeitungen tätig. Danach zog sie nach Freiburg und wurde beim SRF Redakteurin.

## Werke (Auszug)
- Deutschlandfunk – „Wissenschaft im Brennpunkt“:
  - Mehr Vitamin im Mais – Neue Pflanzen gegen den Mangel vom 10. Juni 2012
  - Medizin – Preis des Überlebens vom 12. Januar 2014, ausgezeichnet mit „European Best Cancer Reporter Award“[6]
  - Kampf gegen Krebs – Mein Avatar, die Maus vom 16. August 2015
  - Die Scharfmacher – Immuntherapien gegen Krebs vom 8. Mai 2016
  - Medizin und Ethik – Affen mit Alzheimer vom 5. Juni 2016